# Linha Nova
Linha Nova là một đô thị thuộc bang Rio Grande do Sul, Brasil. Đô thị này có diện tích 63,733 km², dân số năm 2007 là 1488 người, mật độ 23,35 người/km².